# Marguerite de Sancerre

Marguerite de Blois-Champagne (vers 1355 - † 1418) — comtesse de Sancerre (1403-1418), dame de Sagonne, de Charenton-du-Cher et de Meillant de par son père ; de Marmande (à Vellèches et Marigny), Faye-la-Vineuse, St-Michel-sur-Loire, Cravant-les-Côteaux, Trèves, La Roche-Clermault, Chezelles et Savary, La Haye, Azay etc. par sa mère Marguerite de Marmande — est la fille du comte Jean III de Sancerre et la nièce de Louis de Sancerre, connétable de France. 
Marguerite de Sancerre épouse en 1364 Gérard Chabot dit « Gérard VI de Retz » (1344 -1370), baron héritier de Retz, fils posthume de Gérard V Chabot et de Philippa Bertrand, qui suivit Du Guesclin en Espagne en 1369. Gérard VI Chabot n'engendra pas de descendant.
Veuve, Marguerite épousa en secondes noces, le 27 juin 1374 à Riom, Béraud II d'Auvergne, veuf de Jeanne d'Albon, comtesse de Forez, dauphin d'Auvergne, comte de Clermont, ancien seigneur de Mercœur (1356-1371), mort le 17 janvier 1399, fils de Béraud Ier, comte de Clermont, seigneur de Mercœur et de Marie de La Vie de Villemur.
Ils eurent :
- Béraud III d'Auvergne (vers 1380 - 28 juillet 1426) ; qui héritera du comté de Sancerre à la mort de sa mère, en 1419 ;
- Jean.
- Louis.
- Robert Dauphin d'Auvergne, évêque contesté de Chartres puis d'Albi.
- Jeanne.
- Marie Jehanne d'Auvergne, dauphine d'Auvergne, dame de Bussy[2] et dame de Polignac et dame de La Chape ; épouse 1° 1390 Randonnet de Polignac, fils d'Armand X, puis 2° le 9 juillet 1400, Guillaume de Vienne, seigneur de Seurre et Saint-Georges et de Sellières[3].
- Jacquette, abbesse de Sainte-Menehout.
- Marguerite-Dauphine d'Auvergne, (dauphine d'Auvergne), dame de Bueil par son mariage ; épouse en 1404 Jean IV de Bueil[4].

A Angers, le 1er septembre 1391, Hilaire de Combres, procureur de Béraud II Dauphin d'Auvergne, rédige sur une pièce de vélin in-quarto une quittance du 700 francs d'or dus audit Dauphin à cause du Douaire de Marguerite de Sancerre.
Marguerite de Sancerre hérite en 1403 de l'ensemble du comté de Sancerre, à la mort de son père et de son oncle, et devient ainsi comtesse de Sancerre. En 1407, le seigneur de Pesselières, maréchal du comté, accompagne la comtesse de Sancerre lors de sa première entrée dans Sancerre. Ce dernier réclame le droit lucratif de s'approprier le cheval que montait le seigneur à cette entrée ainsi que toute la vaisselle dont on se servait ce jour-là à la cour de la comtesse. Marguerite discuta ce privilège mais transigea pour soixante francs d'or. En 1409, son fils Béraud III, dauphin d'Auvergne, ne put racheter sa vaisselle que par l'abandon de la grange d'Oysi et de la bergerie.
En troisièmes noces, Marguerite épouse Jean II (de Randan) de Saligny dit Lourdin (1395-1446), Connétable des royaumes de Naples et de Sicile, chambellan, ambassadeur et conseiller du conseil étroit de Philippe le Bon, seigneur de Saligny, de La Motte-Saint-Jean et de La Grange. 
En quatrièmes noces, Marguerite se marie, en 1408, avec Jacques Ier de Montberon, mort en 1422 à Paris, Maréchal de France et baron de Maulévrier, fils de Robert VII, seigneur de Montberon et de Yolande de Matha. 
Marguerite étant la dernière descendante directe du comte Étienne Ier de Sancerre, avec elle s'éteint en 1418 la Maison de Sancerre, à savoir la quatrième et dernière branche de la Maison de Blois-Champagne. Son fils Béraud III et sa fille Marie d'Auvergne, héritent ainsi de toutes ses possessions.